# M'Sila
M'Sila (arabisch المسيلة, DMG al-Masīla, tamazight ⵎⵙⵉⵍⴰ) ist die Hauptstadt der Provinz M'Sila im Norden von Algerien mit 132.975 Einwohnern (Stand: 2008).

## Geschichte
Bereits in der Spätantike existierte eine römische Vorgängersiedlung namens Zabi, dessen Bistum heute noch als Titularbistum Zabi ausgewiesen ist.
In M'sila befand sich das erste Dorf, das im Rahmen eines Regierungsprogramms zur Umsiedlung der algerischen Nomaden auf ein sesshaftes Leben unter Verwendung lokaler Materialien errichtet wurde. Das fertiggestellte Dorf erhielt den Namen Maader und besteht aus Häusern, öffentlichen Bereichen, Handelszonen und einer Moschee. 

## Klima
Laut der Klimaklassifikation nach Köppen und Geiger herrscht in M'Sila ein heißes Wüstenklima (BWh). Die jährliche Durchschnittstemperatur beträgt 18,6 Grad Celsius. Jährlich fallen etwa 249 mm Niederschlag.

## Bevölkerungsentwicklung
| Zensusjahr | Einwohnerzahl |
| ---------- | ------------- |
| 1977       | 33.642        |
| 1987       | 65.805        |
| 1998       | 102.151       |
| 2008       | 132.975       |

## Persönlichkeiten
- Khalifa Ghedbane (* 1996), Handballspieler